# 船盔乌头
船盔乌头（学名：Aconitum naviculare）为毛茛科乌头属下的一个种。

## 扩展阅读
- 維基物種上的相關：船盔乌头